# Antym IV
Antym IV, gr.  Ἄνθιμος Δ' (ur. 1785 w Stambule, zm. 1878 tamże) – ekumeniczny patriarcha Konstantynopola w latach 1840–1841 i 1848–1852.

## Życiorys
Urodził się w Stambule. Pełnił funkcję kanclerza Patriarchatu. Następnie był metropolitą Ikonium (1825–1835), Laryssy (1835–1837) i Nikomedii (1837–1840). Został wybrany na patriarchę Konstantynopola w 1840 r. Szybko został jednak złożony z urzędu i zesłany na Wyspy Książęce. Ponownie został wybrany w 1848 r. W czasie swojej drugiej kadencji prowadził tajne negocjacje z Prawosławnym Kościołem Grecji, który ogłosił w 1833 r. autokefalię. W 1850 r. została ona uznana przez Konstantynopol. W 1852 roku został ponownie złożony z urzędu i wysłany na Wyspy Książęce, gdzie pozostał aż do śmierci w 1878 r.